# Citharexylum guatemalense
Citharexylum guatemalense là một loài thực vật có hoa trong họ Cỏ roi ngựa. Loài này được (Moldenke) D.N.Gibson mô tả khoa học đầu tiên năm 1970.